# Гурла-Мандхата
Гурла́-Мандха́та (непальск. गुरला मान्धाता; тиб. ཎིམོནའི྇ཉ།, Наймона-Нии; кит. 納木那尼峰, Намунани) — самый высокий пик хребта Налаканкар Химал, в центральной части Гималаев. Расположена в провинции Нгари Тибетского автономного района близ северо-западной границы Непала. 34 по высоте вершина в мире. Гурла-Мандхата также является высочайшей вершиной на плато Тибет (ближайшая высокая вершина Шишабангма, 14 по высоте пик мира, находится за пределами плато) и расположена в отдалении от других высоких вершин (свыше 7500 м). Находится на противоположном от священной горы Кайлас берегу озера Мапам-Юмцо. Тибетское название — Наймона-Нии, переводится — Наймо — «травяной настой», на — «чёрный», Нии — «взгромождённые скалы», приблизительно как «Гора чёрного настоя»
20 мая 2006 года на вершину поднялась российская альпинисткая группа из Томска.

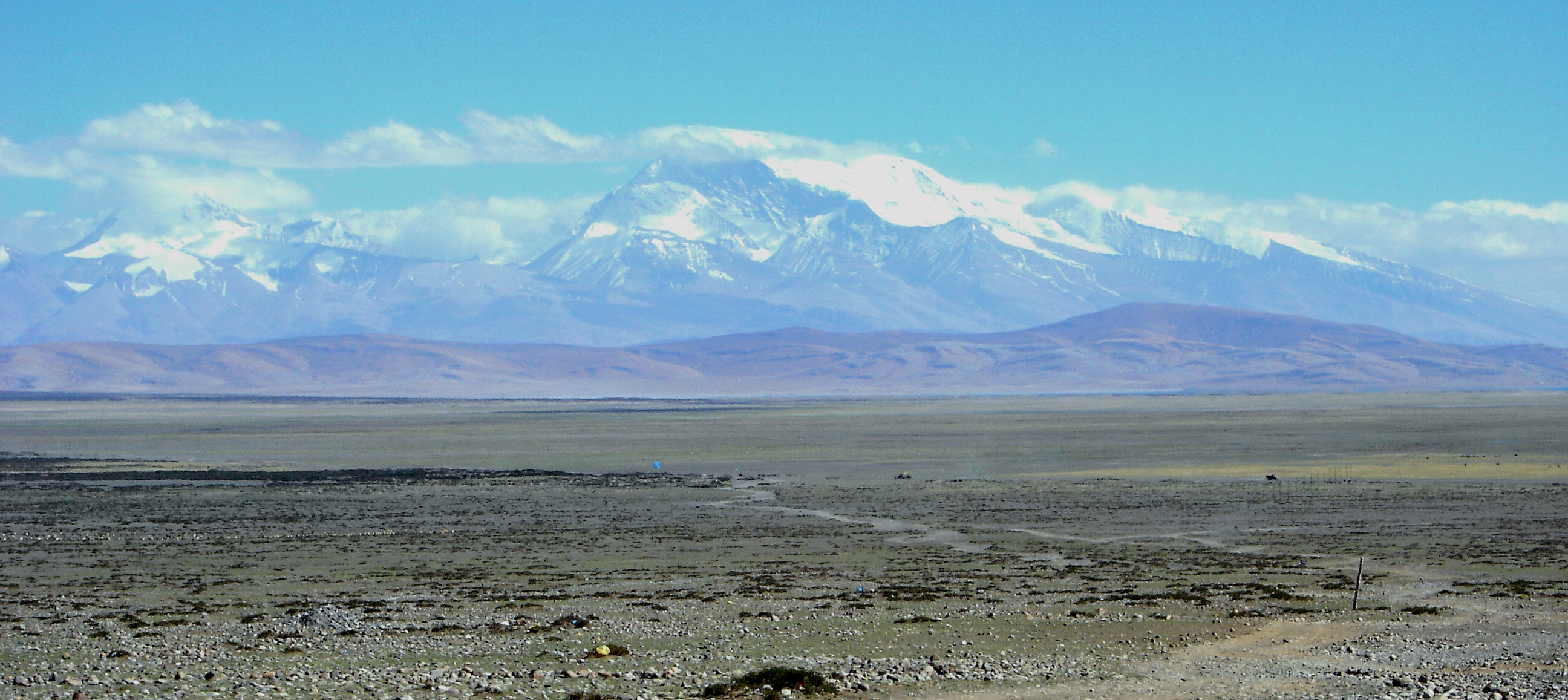
Гурла-Мандхата